# 维巴伊
维巴伊是巴西巴伊亚州的一个市镇。总面积515.662平方公里，总人口13809人，人口密度26.8人/平方公里。